# Второе дыхание
Второе дыхание — феномен, наблюдающийся в аэробных видах спорта и сходных ситуациях, когда после утомления организма от физической нагрузки продолжение усилий неожиданно приводит к тому, что спортсмен перестаёт задыхаться и чувствует себя лучше. Исследователи расходятся по вопросу о причинах этого явления и предлагают несколько возможных механизмов:
- переход питания мышц от сжигания углеводов к потреблению жиров. Эта теория подтверждается возникновением эффекта у больных редкой мышечной болезнью Мак-Ардля, у которых такое переключение и связанное с ним второе дыхание зафиксированы клинически;
- выход в стабильное состояние. Согласно этому предположению, разогрев организма в процессе приложения усилий повышает эффективность мускулатуры, и лёгкие оказываются в состоянии снабдить мышцы достаточным количеством кислорода;
- выброс эндорфинов в кровь во время упражнения улучшает самочувствие и облегчает дыхание;
- некоторые исследователи объясняют второе дыхание как чисто психологический эффект: переломив себя и достигнув большего, чем ожидал, спортсмен испытывает позитивное ощущение уверенности в себе и гордости.